# Územní prelatura Tromsø
Územní prelatura Tromsø (latinsky Praelatura Territorialis Tromsoeana) je římskokatolická Územní prelatura v Norsku, bezprostředně podřízená Sv. Stolci. V Tromsø se nachází katolická prokatedrála Panny Marie. Územní prelát je členem Skandinávské biskupské konference. Současným trondheimským územním prelátem je Berislav Grgić.

## Stručná historie
V roce 1931 vznikla Misie sui iuris v severním Norsku, roku 1944 byla povýšena na apoštolskou prefekturu a roku 1955 na apoštolský vikariát. V roce 1979 se stala územní prelaturou.